# Grenada League
La Grenada League è la principale competizione calcistica di Grenada, creata nel 1995.
Al campionato partecipano 10 squadre. La decima classificata retrocede nella First Division, mentre la nona disputa uno spareggio con la seconda classificata della First Division.

## Squadre partecipanti
Stagione 2023
| Club            | Città          |
| --------------- | -------------- |
| Camerhogne      | Saint George's |
| Happy Hill      | Morne Docteur  |
| Hard Rock       | Sauteurs       |
| Carib Hurricane | Victoria       |
| Mt. Rich        | Sauteurs       |
| Paradise        | Saint George's |
| QPR             | Saint George's |
| SAB Spartans    | Saint George's |
| St. John's      | Gouyave        |
| Sunsetters      | Saint George's |

## Albo d'oro
- 1983:  QPR
- 1984-85: Sconosciuto
- 1986:  Carenage
- 1987-94: Sconosciuto
- 1995:  QPR
- 1996:  Barba Super Stars
- 1997:  Seven Seas Rock City
- 1998:  Fontenoy United
- 1999:  SAFL
- 2000:  GBSS
- 2001:  GBSS
- 2002:  QPR
- 2003:  Carib Hurricane
- 2004: Cancellata
- 2005:  Paradise
- 2006:  Carib Hurricane
- 2007:  Paradise
- 2008:  Carib Hurricane
- 2009: Deserta
- 2010:  Paradise
- 2011:  Hard Rock
- 2012:  Hard Rock
- 2013:  Hard Rock
- 2014:  Paradise
- 2015:  Carib Hurricane
- 2016: non concluso
- 2017-2018:  Carib Hurricane
- 2018-2019:  Paradise
- 2020-2021: Non disputato[1]
- 2021-2022:  Carib Hurricane
- 2023:  Paradise
- 2024:  Paradise

## Títoli per club
| Club                 | Campione | Anni campione                            |
| -------------------- | -------- | ---------------------------------------- |
| Paradise             | 7        | 2005, 2007, 2010, 2014, 2019, 2023, 2024 |
| Carib Hurricane      | 6        | 2003, 2006, 2008, 2015, 2018, 2022       |
| QPR                  | 3        | 1983, 1995, 2002                         |
| Hard Rock            | 3        | 2011, 2012, 2013                         |
| GBSS                 | 2        | 2000, 2001                               |
| Carenage             | 1        | 1986                                     |
| Barba Super Stars    | 1        | 1996                                     |
| Seven Seas Rock City | 1        | 1997                                     |
| Fontenoy United      | 1        | 1998                                     |
| SAFL                 | 1        | 1999                                     |